# Kaosmos
Kaosmos er en dansk dokumentarfilm fra 1998, der er instrueret af Peter Sykes efter manuskript af Eugenio Barba.

## Handling
Filmen er en dokumentation af Odin Teatrets forestilling med samme titel. Forestillingens fiktive ramme er en landsby i Europa. Her fremfører indbyggerne hvert år forestillingen Dørens ritual, om manden som beder om adgang til lyksalighedens rige, men får besked på at vente, - en kafkask venten, der varer livet ud. Ind i denne historie væves en masse andre historier og sange, H.C. Andersens Historien om en moder, Jeg plukker fløjlsgræs, Se min kjole m.fl.. En fortælling i mange lag og stilarter om livet i al dets skønhed og gru. Forestillingen var iscenesat af Eugenio Barba og havde premiere i 1993.